# پاندا (ترانه)
پاندا (انگلیسی: Panda) تک‌آهنگ از رپر آمریکایی دیزاینر است که در سال ۲۰۱۵ منتشر شد است.